# Aimone Landi
Aimone Landi (Galliano di Barberino del Mugello, 27 settembre 1913 – San Piero a Sieve, 16 dicembre 1972) è stato un ciclista su strada italiano.
Professionista e indipendente dal 1937 al 1947, vinse una sola corsa fra i professionisti (una tappa al Giro dei Tre Mari 1938) e concluse al terzo posto il Giro di Lombardia 1937.

## Carriera
Passato tra gli indipendenti nel 1935, colse subito piazzamenti; nel 1937 concluse al terzo posto il Giro di Lombardia e all'ottavo il Giro della Provincia di Milano. Nel 1938 vinse la sua unica prova fra i professionisti, una tappa del Giro dei Tre Mari, concluse inoltre ottavo il Giro di Campania e nuovamente nono il Giro della Provincia di Milano. L'anno successivo fu decimo al Giro di Lombardia e al Giro della Provincia di Milano e settimo nella Milano-Modena.
Nel 1940 partecipò, in maglia Lygie, al suo primo Giro d'Italia, che concluse oltre la ventesima posizione; fu comunque secondo nella dodicesima tappa con arrivo a Ferrara. In stagione ottenne inoltre il decimo posto nella Milano-Sanremo e il sesto nel Giro dell'Emilia. Lo scoppio della Seconda guerra mondiale limitò la carriera di Landi. Ottenne un decimo posto nel Giro del Veneto 1942 e si ripropose poi al Giro d'Italia nel 1946 e nel 1947, concludendo però in entrambi i casi con un ritiro.

## Palmarès
- 1938 (Lygie, una vittoria)

10ª tappa Giro dei Tre Mari (Messina > Catania)

## Piazzamenti

### Grandi Giri
- Giro d'Italia

1940: 24º
1946: ritirato
1947: ritirato

### Classiche monumento
- Milano-Sanremo

1938: 33º
1940: 10º
1942: 22º
1943: 34º
1946: 52º
- Giro di Lombardia

1937: 3º
1938: 40º
1939: 10º
1941: 23º